# Merlerault-le-Pin
Merlerault-le-Pin est une commune nouvelle française qui existe à partir du 1er janvier 2025 dans le département de l'Orne et la région Normandie. Elle résulte de la fusion des communes des Authieux-du-Puits, de La Genevraie, de Godisson, du Merlerault et de Nonant-le-Pin.

## Histoire
La commune est créée le 1er janvier 2025 à la suite d'un arrêté préfectoral du 17 septembre 2024 par la fusion des communes des Authieux-du-Puits, de La Genevraie, de Godisson, du Merlerault et de Nonant-le-Pin. Le chef-lieu de la commune nouvelle est fixé à la mairie de l'ancienne commune du Merlerault.

## Politique et administration
Jusqu'aux prochaines élections municipales françaises de 2026, le conseil municipal de la commune nouvelle est constitué de l'ensemble des membres en exercice des conseils municipaux des cinq communes fondatrices.

### Liste des maires
| Période | Période  | Identité          | Étiquette | Qualité                       |
| ------- | -------- | ----------------- | --------- | ----------------------------- |
| 2025    | En cours | Matthias Gressant | SE        | Chargé de projet en urbanisme |

### Communes déléguées
| Nom                   | Code Insee | Intercommunalité                       | Superficie (km2) | Population (dernière pop. légale) | Densité (hab./km2) |
| --------------------- | ---------- | -------------------------------------- | ---------------- | --------------------------------- | ------------------ |
| Le Merlerault (siège) | 61275      | CC des Vallées d'Auge et du Merlerault | 19,1             | 754 (2022)                        | 39                 |
| Les Authieux-du-Puits | 61017      | CC des Vallées d'Auge et du Merlerault | 4,43             | 76 (2022)                         | 17                 |
| La Genevraie          | 61188      | CC des Vallées d'Auge et du Merlerault | 13,37            | 91 (2022)                         | 6,8                |
| Godisson              | 61192      | CC des Vallées d'Auge et du Merlerault | 6,21             | 103 (2022)                        | 17                 |
| Nonant-le-Pin         | 61310      | CC des Vallées d'Auge et du Merlerault | 18,44            | 411 (2022)                        | 22                 |

## Population et société

### Démographie
L'évolution du nombre d'habitants est connue à travers les recensements de la population effectués dans la commune depuis sa création.

En 2022, la commune comptait 1 435 habitants.
| 2021  | 2022  |
| ----- | ----- |
| 1 443 | 1 435 |